# Уряд Канади
Кабінет міністрів Канади (англ. Cabinet of Canada, фр. Cabinet du Canada) — вищий орган виконавчої влади Канади. 

## Діяльність
Діє згідно з британською вестмінстерською системою. Рада міністрів під головуванням прем'єр-міністра, що являє собою вищий щабель управління. Технічно кабінет міністрів є комітетом Таємної ради Королеви для Канади, але на практиці це правління канадського уряду.

## Голова уряду
- Прем'єр-міністр — Джастін Трюдо (англ. Justin Pierre James Trudeau).

## Кабінет міністрів
Склад чинного уряду подано станом на 12 грудня 2016 року.
| Логотип | Міністерство                                                        | Міністр                                                      | Фото | Час на посаді | Час на посаді | Партія | Партія | Вебсайт |
| ------- | ------------------------------------------------------------------- | ------------------------------------------------------------ | ---- | ------------- | ------------- | ------ | ------ | ------- |
|         | Міністерство громадської безпеки і готовності до надзвичайних подій | Ральф Гудейл (Ralph Goodale)                                 |      |               |               |        |        |         |
|         | Міністерство демократичних інституцій                               | Меріам Монсеф (Maryam Monsef)                                |      |               |               |        |        |         |
|         | Міністерство державної служби та закупівель                         | Джуді Футе (Judy M. Foote)                                   |      |               |               |        |        |         |
|         | Міністерство екології та кліматичних змін                           | Кетрін Маккена (Catherine Mckenna)                           |      |               |               |        |        |         |
|         | Міністерство з питань канадської спадщини                           | Мелані Жолі (Melanie Joly)                                   |      |               |               |        |        |         |
|         | Міністерство зайнятості, розвитку продуктивних сил і праці          | Мері-Енн Мігичук (MaryAnn Mihychuk)                          |      |               |               |        |        |         |
|         | Міністерство закордонних справ                                      | Стефан Діон (Stephane Dion), від 10.01.2017 - Христя Фріланд |      |               |               |        |        |         |
|         | Міністерство інновацій, науки та економічного розвитку              | Навдіп Сінґх Бейнс (Navdeep Singh Bains)                     |      |               |               |        |        |         |
|         | Міністерство інфраструктури і громад                                | Амарджит Согі (Amarjeet Sohi)                                |      |               |               |        |        |         |
|         | Міністерство корінних народів і у справах Півночі                   | Керолін Беннетт (Carolyn Bennett)                            |      |               |               |        |        |         |
|         | Міністерство малого бізнесу і туризму                               | Бардіш Чаґер (Bardish Chagger)                               |      |               |               |        |        |         |
|         | Міністерство міжнародної співпраці та франкофонії                   | Мері-Клод Бібо (Marie-Claude Bibeau)                         |      |               |               |        |        |         |
|         | Міністерство міжнародної торгівлі                                   | Христя Фріланд (Chrystia Freeland)                           |      |               |               |        |        |         |
|         | Міністерство науки                                                  | Кирсті Данкен (Kirsty Duncan)                                |      |               |               |        |        |         |
|         | Міністерство національних доходів                                   | Даєн Лебутіллер (Diane Lebouthillier)                        |      |               |               |        |        |         |
|         | Міністерство оборони                                                | Гарджит Сінґх Саджан (Harjit Singh Sajjan)                   |      |               |               |        |        |         |
|         | Міністерство охорони здоров'я                                       | Джейн Філпот (Jane Philpott)                                 |      |               |               |        |        |         |
|         | Міністерство природних ресурсів                                     | Джеймс Ґордон Карр (James Gordon Carr)                       |      |               |               |        |        |         |
|         | Міністерство риболовлі, океанів і берегової охорони                 | Домінік Леблан (Dominic Leblanc)                             |      |               |               |        |        |         |
|         | Міністерство спорту та осіб з обмеженими можливостями               | Карла Квалтро (Carla Qualtrough)                             |      |               |               |        |        |         |
|         | Міністерство сільського господарства                                | Лоуренс Макалей (Lawrence Macaulay)                          |      |               |               |        |        |         |
|         | Міністерство транспорту                                             | Марк Ґарно (Marc Garneau)                                    |      |               |               |        |        |         |
|         | Міністерство у справах ветеранів                                    | Кент Гер (Kent Hehr)                                         |      |               |               |        |        |         |
|         | Міністерство у справах жінок                                        | Патрисія Гайду (Patricia A. Hajdu)                           |      |               |               |        |        |         |
|         | Міністерство у справах сім'ї, дітей і соціального розвитку          | Жан-Ів Дюкло (Jean-Yves Duclos)                              |      |               |               |        |        |         |
|         | Міністерство у справах імміграції, біженців і громадянства          | Джон Маккалум (John Mccallum)                                |      |               |               |        |        |         |
|         | Міністерство фінансів                                               | Вільям Франсіс Морно (William Francis Morneau)               |      |               |               |        |        |         |
|         | Міністерство юстиції                                                | Джоді Вілсон-Рейбалд (Jody Wilson-Raybould)                  |      |               |               |        |        |         |
|         | Голова Державної скарбниці                                          | Скотт Брайсон (Scott Brison)                                 |      |               |               |        |        |         |